# Valk (Sint-Niklaas)
Valk is een wijk gelegen in de gemeente Belsele, een deelgemeente van Sint-Niklaas in Oost-Vlaanderen. De buurt is gelegen rond de gelijknamige straat Valk, de Hoge Bokstraat en de Arnhoutstraat. Het gebied is relatief veel bebouwd met huizen en is zo goed als aaneengegroeid aan de stadskern van Sint-Niklaas. Valk loopt westwaarts richting het centrum van Belsele. Oostwaarts gaat de straat richting Sint-Niklaas. De Arnhoutstraat loopt zuidwaarts richting de N70 die Antwerpen met Gent verbindt. Vroeger reikte de Hoge Bokstraat tot in de Watermolenwijk, maar nu is het een doodlopende straat.

## Verkeer en vervoer
De wijk wordt in het noorden begrensd door de R42 en spoorlijn 59. In het westen is er een verbinding met de N41. Van 1930 tot 1940 beschikte de wijk over een station, namelijk station Valk. De stopplaats werd gesloten omwille van het uitbreken van de Tweede Wereldoorlog.
Deelgemeenten: Belsele · Nieuwkerken-Waas · Sinaai · Sint-Niklaas

Overige plaatsen en wijken: Baenslandwijk · Clementwijk · Dillaertwijk · Driegaaien · Driekoningenwijk · Drielinden · Duizend Appels · Eindeken · Elisabethwijk · Fabiolawijk · Godschalk · Hertjen · Hoogkameren · Kettermuit · Kletterbos · Krekel · Molenwijk · Ossenhoek · Patotterij · Populierenwijk · Priesteragiewijk · Puivelde · Stationswijk · Ster · Tereken · Valk · Vlijminckshoek · Vossekot · Vosselwijk · Watermolenwijk · Westakkers · Wijnveld · Zwaanaarde

Belgische gemeenten · Arrondissement Sint-Niklaas · Oost-Vlaanderen · Vlaanderen